# Al-Watan al-Kibli

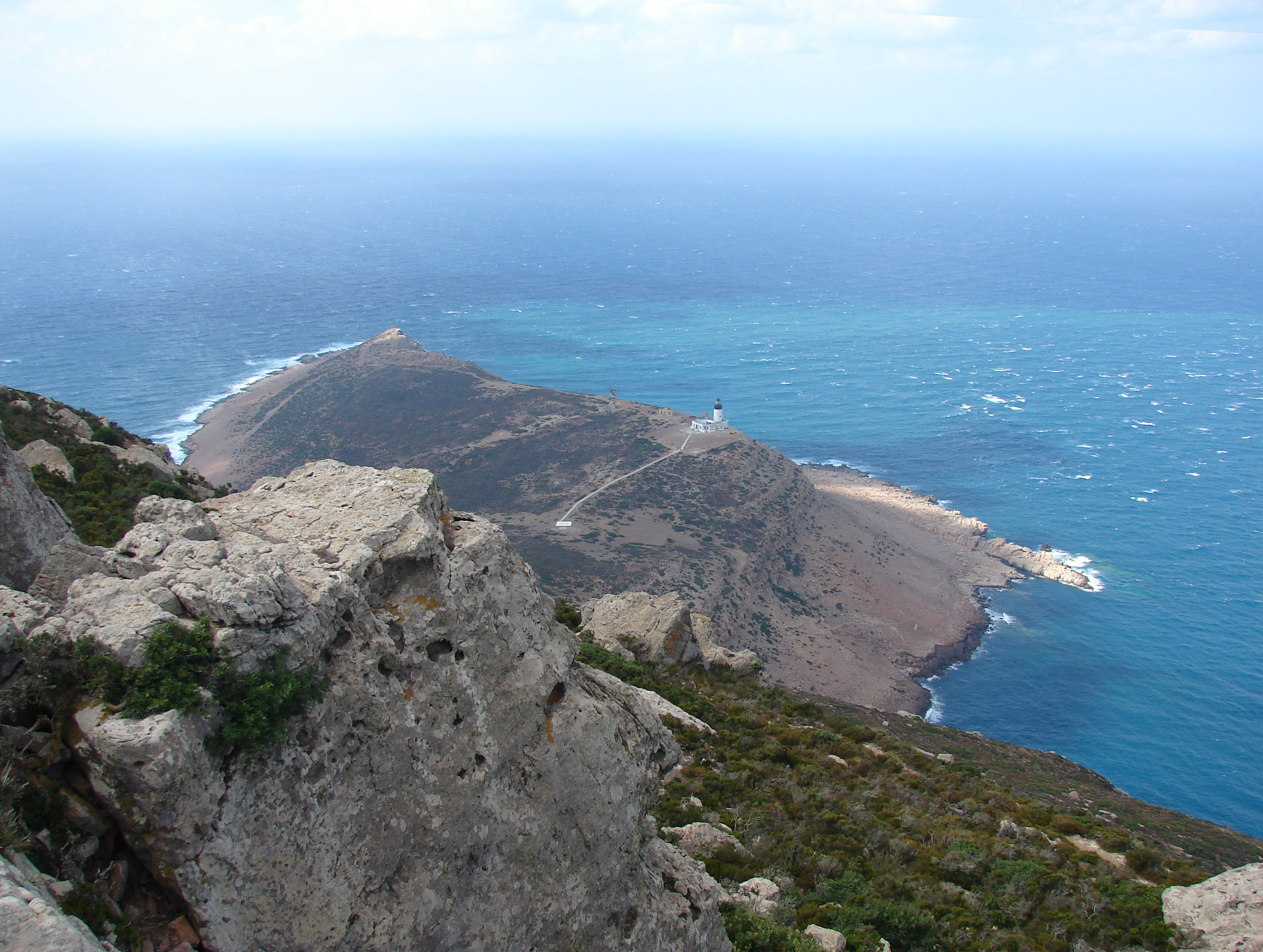
Przylądek Ar-Ras at-Tajjib

Al-Watan al-Kibli (arab. الوطن القبلي, fr. Cap Bon) – półwysep w północno-wschodniej Tunezji, oblany przez wody dwóch śródziemnomorskich zatok: Zatoki Tuniskiej na północy i Chalidż al-Hammamat na południu. Na najdalej wysuniętym w morze północno-zachodnim krańcu półwyspu leży przylądek Ar-Ras at-Tajjib (arab. الرأس الطيب, fr. Cap Bon). Przylądek ten oddalony jest o około 140 km od południowych wybrzeży Sycylii. 
Obszar półwyspu Al-Watan al-Kibli jest intensywnie wykorzystywany rolniczo – uprawia się tu owoce cytrusowe, oliwki, winorośl i zboża. U wybrzeży półwyspu leżą miasta Nabul i Hammamet.
Niedaleko przylądka, w grudniu 1940, podczas II wojny światowej miała miejsce bitwa morska, w której zatonęły dwa włoskie krążowniki.